# Имена советского происхождения
Имена́ сове́тского происхожде́ния — личные имена, бытующие в языках народов бывшего СССР, например в русском, татарском казахском и украинском языках, появившиеся после Октябрьской революции 1917 года в период расцвета в Советском Союзе моды на неологизмы и аббревиатуры.
Слом прежних общественных устоев и традиций наречения именем, связанных, прежде всего, с обязательностью выбора имени для новорождённого по святцам при совершении обряда крещения, предоставил родителям большую свободу выбора имён своим детям. В качестве личных имён стали использоваться разнообразные нарицательные слова: названия растений (Берёза, Гвоздика, Дуб), минералы (Бриллиант, Рубин, Гранит), химические элементы (Радий, Вольфрам, Иридий, Гелий), топонимы (Волга, Гималай, Казбек, Онега), технические и математические термины (Медиана, Дизель, Комбайн, Дрезина, Трактор), профессии (Танкист(ка)) и слова, окрашенные революционной идеологией (Идея, Декабрист, Товарищ, Воля, Заря, Атеист(ка), Свобода). Образовывались и производные формы (Октябрин(а), Ноябрин(а), Тракторин(а)). Подобное имятворчество иногда называют семантической антропонимизацией.
Большой массив личных имён-неологизмов образовывался от революционных лозунгов, названий некоторых органов новой власти, а также от имён и фамилий революционных лидеров и коммунистических деятелей (Владлен(а), Дамир(а), Ким, Рой).
К именам советского происхождения также относятся и многие заимствованные имена. Именно после Октябрьской революции произошёл значительный приток иностранных имён в русский язык. Некоторые из них были связаны непосредственно с деятелями международного коммунистического движения (Клара — в честь Клары Цеткин, Роза — в честь Розы Люксембург, Диас — в честь Хосе Диаса, Эрнст — в честь Эрнста Тельмана), некоторые ассоциировались с персонажами «прогрессивных» переводных литературных произведений или историческими личностями (Жанна, Рудольф, Роберт). Некоторые были известны у других народов, но получили новую расшифровку (Гертруда — героиня труда, Элина — электрификация, индустриализация, Эльмира — электрификация мира, Зарема — за революцию мира, Ренат и Рената — революция, наука, труд, Луиджи — Ленин умер, но его идеи живы, Лора — Ленин, Октябрьская революция, Эрик и Эрика — эра рабочих и крестьян, Марио — Маркс — идейный отец). Особое место занимает имя Светлана, которое хоть и было известно ранее, но популярность получило именно в 1920-х годах.
«Красная газета» в январе 1927 года сообщала, что в помощь родителям, желающим сменить своему ребёнку обычное имя на революционное, НКВД выпустил циркуляр, которым это делать разрешено до трёхлетнего возраста ребёнка. А именно, для перемены имени необходимо представить в ЗАГС выписку из протокола коллектива ВКП(б) по месту работы родителей, а для безработных, инвалидов и других категорий граждан требуется соответствующая выписка из протокола местного райкома.
В послереволюционную эпоху вошли в употребление и неканонические (не отмеченные в церковных святцах) древнерусские и древнеславянские имена, а также имена, бытующие в других славянских языках (Светозар, Пересвет, Мстислав(а), Милослав(а), Любомир(а), Ванда).
Большинство имён советского происхождения использовались редко и не прижились, оставшись скорее историко-лингвистическим курьёзом; многие носители экзотических имён, достигнув совершеннолетия, подали документы на изменение имени. Однако некоторые имена, составленные удачно, например, Владлен (Владимир Ленин) и Нинель (тот же Ленин, только наоборот), сохранились и приобрели достаточно широкую популярность. Некоторые имена, часто упоминаемые в прессе как реальные советские, могут быть вымышлены писателями или юмористами, как, например, Даздраперма («Да здравствует Первое мая!») и Даздрасмыгда («Да здравствует смычка города и деревни!»).

## Использование в литературе
В серии детективов Дарьи Донцовой о Виоле Таракановой отчество главной героини — Ленинидовна (от имени Ленинид — «ленинские идеи»).
В романе Владимира Войновича «Жизнь и необычайные приключения солдата Ивана Чонкина» «патриотически настроенная» женщина называет сыновей-близнецов Догнатием и Перегнатием (от лозунга «Догнать и перегнать Америку!»). Имена, по всей видимости, вымышлены автором с целью высмеять имена советского происхождения.
В романе Александра Солженицына «В круге первом» упоминается женское имя Дитнэра («дитя новой эры»).
- В романе Аркадия и Георгия Вайнеров «Завещание Колумба» (1988) директора школы зовут Оюшминальд Андреевич Бутов — от словосочетания «Отто Юльевич Шмидт на льду».

 Илья Ильф и Евгений Петров в фельетоне «Мать» писали:

Новорождённого несли в местком. Здесь происходил церемониал вручения подарка. Дарили всегда одно и то же — красное сатиновое одеяло. Но уж за это одеяло председатель месткома брал реванш — над люлькой младенца он произносил двухчасовой доклад о международном положении. Новорождённый, натурально, закатывался, но опытному оратору ничего не стоило его перекричать. Взрослые тоскливо курили. Оркестр часто играл туш. По окончании доклада несколько посиневшему младенцу давали имя: мальчика называли Доброхим, а девочку — Кувалда, надеясь, что детей будут так называть всю жизнь. Потом все с чувством какой-то неловкости шли домой, а председатель, оставшись один, вынимал ведомость и с удовлетворением записывал: «За истёкший квартал проведено политобеденных перерывов 8, культшквалов — 12, октябрин — 42». 

Дома, конечно, всё приходило в норму. Доброхима называли Димой, а Кувалду, естественно, Клавдией. Но чувство неудовлетворённости оставалось ещё долго.

- Корней Чуковский в книге «Живой как жизнь» (глава «Умслопогасы») писал:

В настоящее время всеобщая страсть к сокращению слов мало-помалу потухла. Тем детям, которые при рождении нарекались такими экзотическими именами, как Аванчел (Авангард Человечества), Слачела (Слава Челюскинцам), Новэра (Новая Эра), Долкап (Долой Капитализм) и пр., теперь уже лет сорок, не меньше, и своих детей они называют уже по-человечески: Танями, Олями, Володями, Ванями. 

И ещё один пострадавший: Сиврэн — сокращённая форма четырёх замечательных слов: Сила, Воля, Разум, Энергия. Можно быть твёрдо уверенным, что ни один из его сыновей не будет Сиврэном Сиврэновичем.

- Советские имена в произведениях М. А. Булгакова:
  - Бебелина (происходит от фамилии Августа Бебеля; известно по рассказам Михаила Булгакова[9], возможно, придумано автором)
  - Пестели́на — по фамилии Павла Ивановича Пестеля; известно по рассказам Михаила Булгакова[9], возможно, придумано автором[10].
  - Полигра́ф (Полиграф Полиграфович Шариков) — имя литературного персонажа из повести Михаила Булгакова «Собачье сердце».
- Новые имена отражены в стихотворении Александра Прокофьева «Страна принимает бой» (1930):

Мы святцы похерили… Не имена —

Лука, Фома, Митродор.

Их за пояс сразу всегда заткнут —

Револа и Автодор.

Такие проходят по всей земле,

нарушив земли покой.

Лука удивляется, почему

назвали его Лукой.

Фома от Луки недалеко ушёл.

А рядом, войдя в задор,

Ворочает глину и камень-валун —

советский сын Автодор.
Также это отразил Евгений Долматовский в стихотворении «Октябрины»:
Сергеями, Андреями, Иванами,

Иринами, Маринами, Татьянами

Теперь детей стараются назвать…

А было время — именами странными

Одаривали их отец и мать…

Вот стали взрослыми, а то и старыми

Энергия, Ванцетти, Володар

И Военмор — во славу красной армии,

И Трудомир — в честь мира и труда…
Самуил Маршак писал:
Если только ты умён,

Ты не дашь ребятам

Столь затейливых имён,

Как Протон и Атом.

…

Пусть поймут отец и мать,

Что с прозваньем этим

Век придётся вековать

Злополучным детям…
- Лев Успенский критикует данный обычай в своей книге «Ты и твоё имя» (1960):

Мало кто знает теперь, что в своё время, в двадцатых и в начале тридцатых годов нашего века, было сделано несколько отважных попыток создать для населения нашей страны нечто вроде «советских святцев». На протяжении нескольких годов разными издательствами было выпущено немало календарей, содержавших, так сказать, рекомендательные списки новых имён. Списки эти включали большое число предложений; среди них встречались и совсем неплохие. И всё же, если вы переберёте своих знакомых или заглянете в любой список граждан, родившихся уже после Октябрьской революции, вы увидите: подавляющее большинство их носит самые обыкновенные, привычные, стародавние (то есть введённые ещё церковью) имена. В чём же тут дело? Почему это так? Почему попытки наших номофилов повисли в воздухе? Ведь как будто бы нет никаких причин нашим людям так упорно держаться за старину. Почему бы в самом деле не принять рядом с хорошо известными и любое число новых, — красивых, и по звуку и по значению, имён?

Чтобы решить, почему этого не произошло до сих пор, посмотрим, как строились те «красные святцы», о которых я только что вспоминал. Чего-чего только не предлагали на выбор для превращения в имена наивные люди — их составители! То им казалось, что для этого можно спокойно использовать любое слово, лишь бы оно называло какое-нибудь значительное и новое явление в жизни нашей страны. Советовали девочек называть: Электрификация, Химизация, мальчиков — Днепрогэс, Магнитострой, Донбасс или как-нибудь ещё в таком же роде. При этом совершенно упускали из виду, что никто не согласится носить имя-змею, в семь или восемь слогов длиною, «не способное уместиться не только в элегии», но и в самой простой речи. Как выразился когда-то один находчивый маленький мальчик: «Я такого слова и сказать не могу: мне роту тяжело говорить такие слова». А ему надо было выговорить простое имя Людмила.

Конечно, каждый хочет, чтобы его имя было удобным в произношении, коротким и благозвучным. Между тем слово «химизация» не обладает вторым из этих свойств, а «э-лек-три-фи-ка-ци-я» — ни первым, ни вторым. Наш язык имеет склонность по возможности сокращать все длинные слова, даже самые обыденные; мы охотнее говорим «метро», чем «метрополитен», заменили коротким «кино» длинное «кинематограф», никогда не упускаем сказать «фото» вместо «фотография». Язык — умный лентяй; он не любит лишней работы там, где можно обойтись малым усилием. Так неужели же кто-либо согласится прицепить себе навек имя, точно собранное из неуклюжих деталей какого-то словесного конструктора? «Как вас зовут?» — «Меня? Электрификация Магнитостроевна…» Хотели бы вы представляться так знакомым?

Конечно, нет! Каждый предпочтёт любоваться своим именем, даже немного гордиться им.
«Мне имя дали при крещенье Анна,
Сладчайшее для губ людских и слуха…»
Так, и не без гордости, писала о себе поэтесса А. Ахматова. Что ж, можно понять эту гордость. А попробуйте так же полюбоваться именами вроде Децентрализация или Мингечаурстрой! Конечно, они не выдержали испытания; жизнь сердито отбросила их.
- В третьей части трилогии «Покушение» из книги «Следствием установлено» Безуглова и Кларова есть такой фрагмент: «Моё предложение отвергли, а меня самого отправили в комнату, где мною должен был заняться по возвращении из магазина сын Сухорукова Октябрь. Октябрь Викторович Сухоруков… В то время было немало странно звучащих теперь имён: Медера (международный день работницы), Одвар (Особая Дальневосточная армия), Лагшмира (лагерь Шмидта в Арктике), Персострат (первый советский стратостат) и даже Оюшминальда (Отто Юльевич Шмидт на льдине). А один мой приятель, к ужасу жены и тёщи, назвал сына Пятьвчетом, что означало: пятилетка в четыре года. Но среди этих имён Октябрь и Октябрина были наиболее распространёнными. Сейчас мало кто остался в живых из тех, кого нарекли Октябрём. Мальчики рождения 1918—1922 годов первыми приняли удар в 1941 году.»[11]